# Luc Pagès
Luc Pagès (* 1968) ist ein französischer Regisseur, Kameramann, Drehbuchautor und Fotograf.

## Leben
Luc Pagès studierte von 1982 bis 1983 am American Film Institute Conservatory in Los Angeles als Hauptfach Screenwriting (das Schreiben von Drehbüchern). Er fungierte ab 1980 bei mehreren Filmen als Kameramann, schrieb die Drehbücher zu der Tragikomödie A+ Pollux, die zugleich sein Langfilmregiedebüt werden sollte, zu Ada sait pas dire non und Forte est la tentation de Georges und führte erneut Regie, beispielsweise 2009 bei der französischen Fernsehserie La vie est à nous. Luc Pagès ist ebenfalls für seine Landschaftsfotografien bekannt.

## Filmografie (Auswahl)
- 1984: Ataxie passagère
- 1989: Forte est la tentation de Georges
- 1990: Frühlingserzählung (Conte de printemps)
- 1992: Wintermärchen (Conte d’hiver)
- 1995: Ada sait pas dire non
- 1999: Jedem sein Glück (Nos vies heureuses)
- 1999: Mit geschlossenen Augen (Les yeux fermés)
- 2002: A+ Pollux (Regie und Drehbuch)
- 2008: Rivals (Les liens du sang)
- 2009: La vie est à nous (Fernsehserie, 10 Folgen)
- 2009: Heute habe ich nicht getrunken (Un singe sur le dos)
- 2012: La mer à boire
- 2016: Tour de France